# Guinayangan
Guinayangan là một đô thị cấp bốn ở tỉnh Quezon, Philippines. Theo điều tra dân số năm 2007, đô thị này có dân số 39.074 người..

## Các đơn vị hành chính
Guinayangan, về mặt hành chính, được chia thành 55 khu phố (barangay).
| - A. Mabini - Aloneros - Arbismen - Bagong Silang - Balinarin - Bon - Bukal Maligaya - Cabibihan - Cabong Norte - Cabong Sur - Calimpak - Capuluan Central - Capuluan Tulon - Dancalan Caimawan - Dancalan Central - Danlagan Batis - Danlagan Cabayao - Danlagan Central - Danlagan Reserva | - Del Rosario - Dungawan Central - Dungawan Paalyunan - Dungawan Pantay - Ermita - Gaboc - Gapas - Himbubulo Este - Himbubulo Weste - Hinabaan - Ligpit Bantayan - Lubigan - Magallanes - Magsaysay - Manggagawa - Manggalang - Manlayo - Poblacion - Salacan | - San Antonio - San Isidro - San Jose - San Lorenzo - San Luis I - San Luis II - San Miguel - San Pedro I - San Pedro II - San Roque - Santa Cruz - Santa Maria - Santa Teresita - Sintones - Tikay - Triumpo - Villa Hiwasayan |